# Pandosia (Epirus)

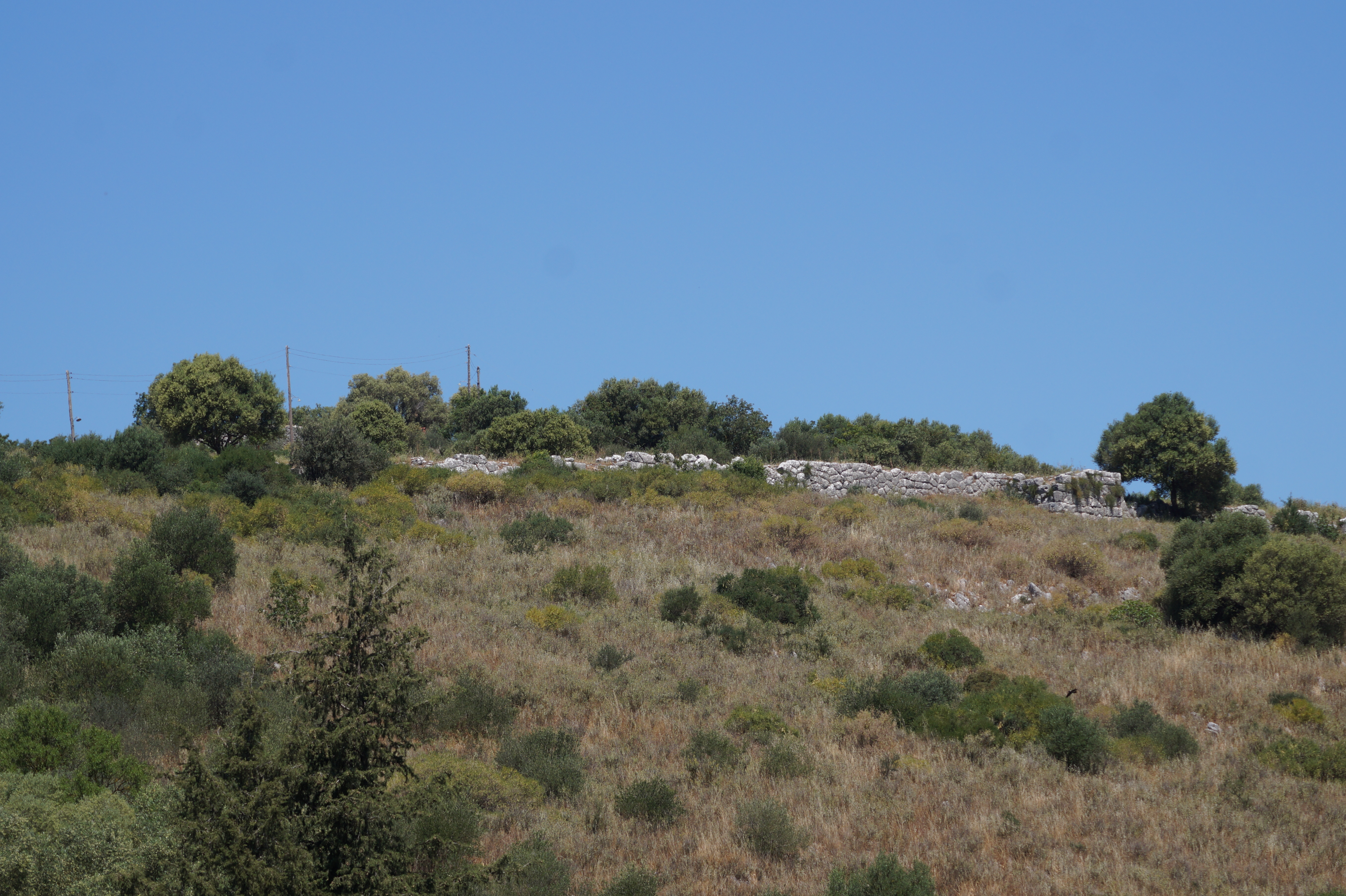
Befestigungsmauer der Oberstadt von Pandosia

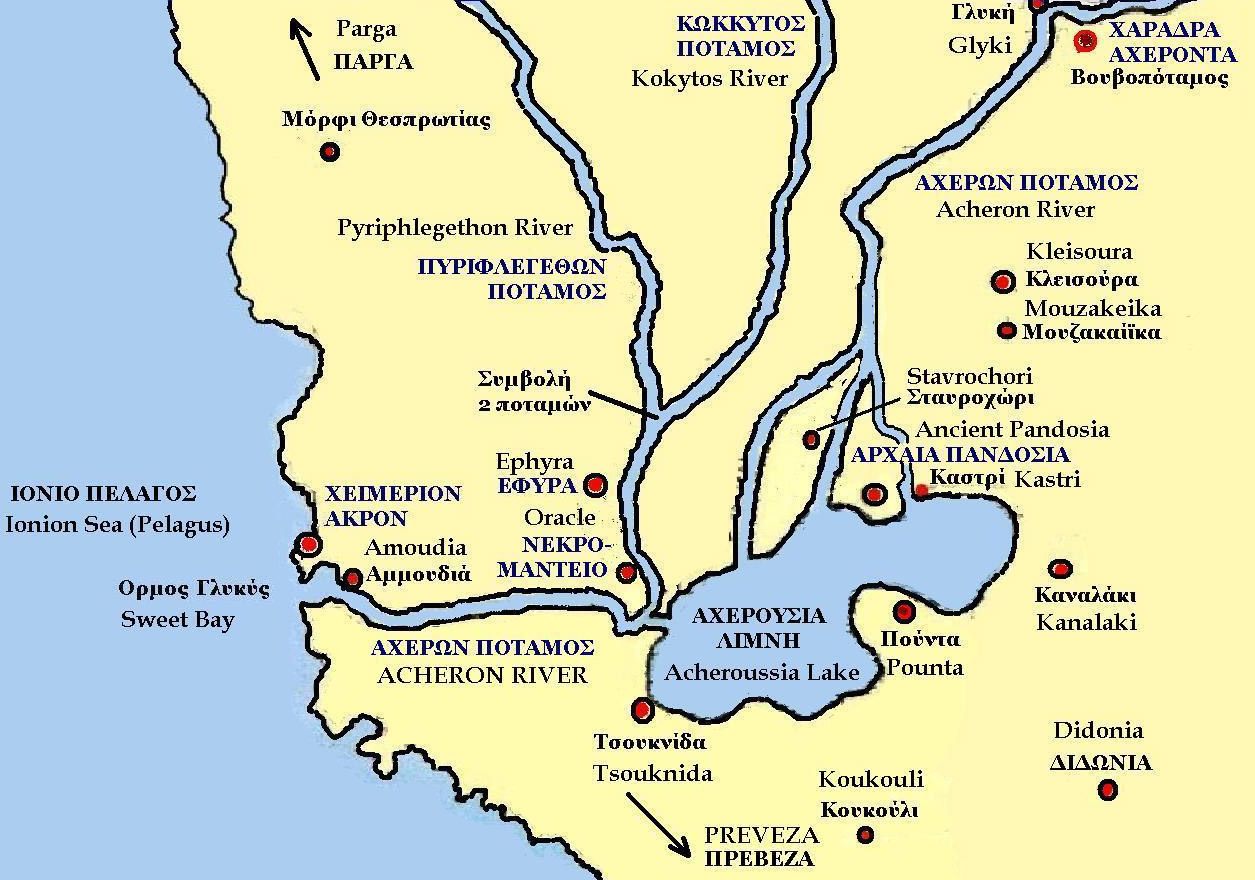
Lage von Pandosia in der Antike

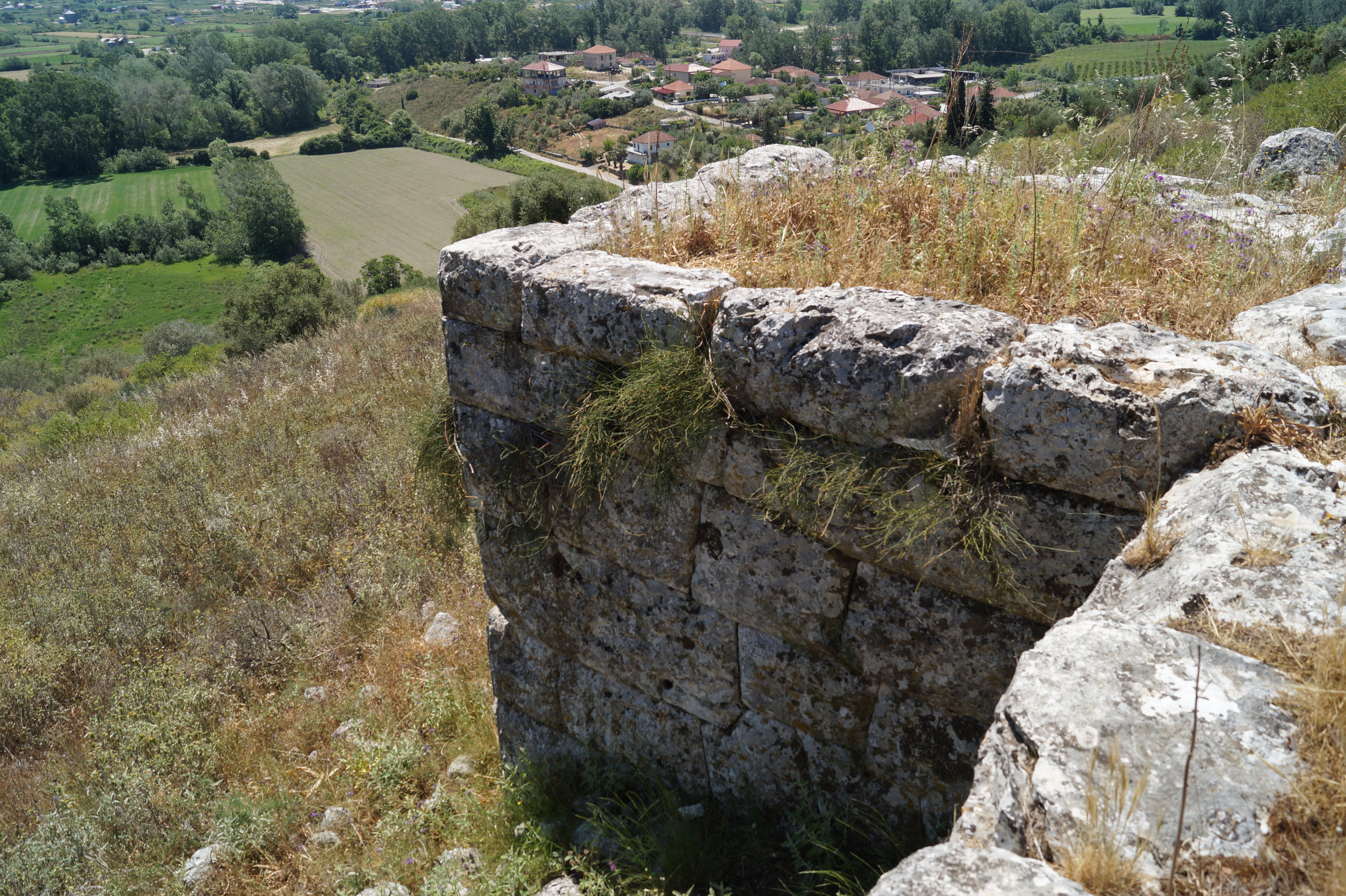
Turm der Befestigungsmauer der Oberstadt von Pandosia

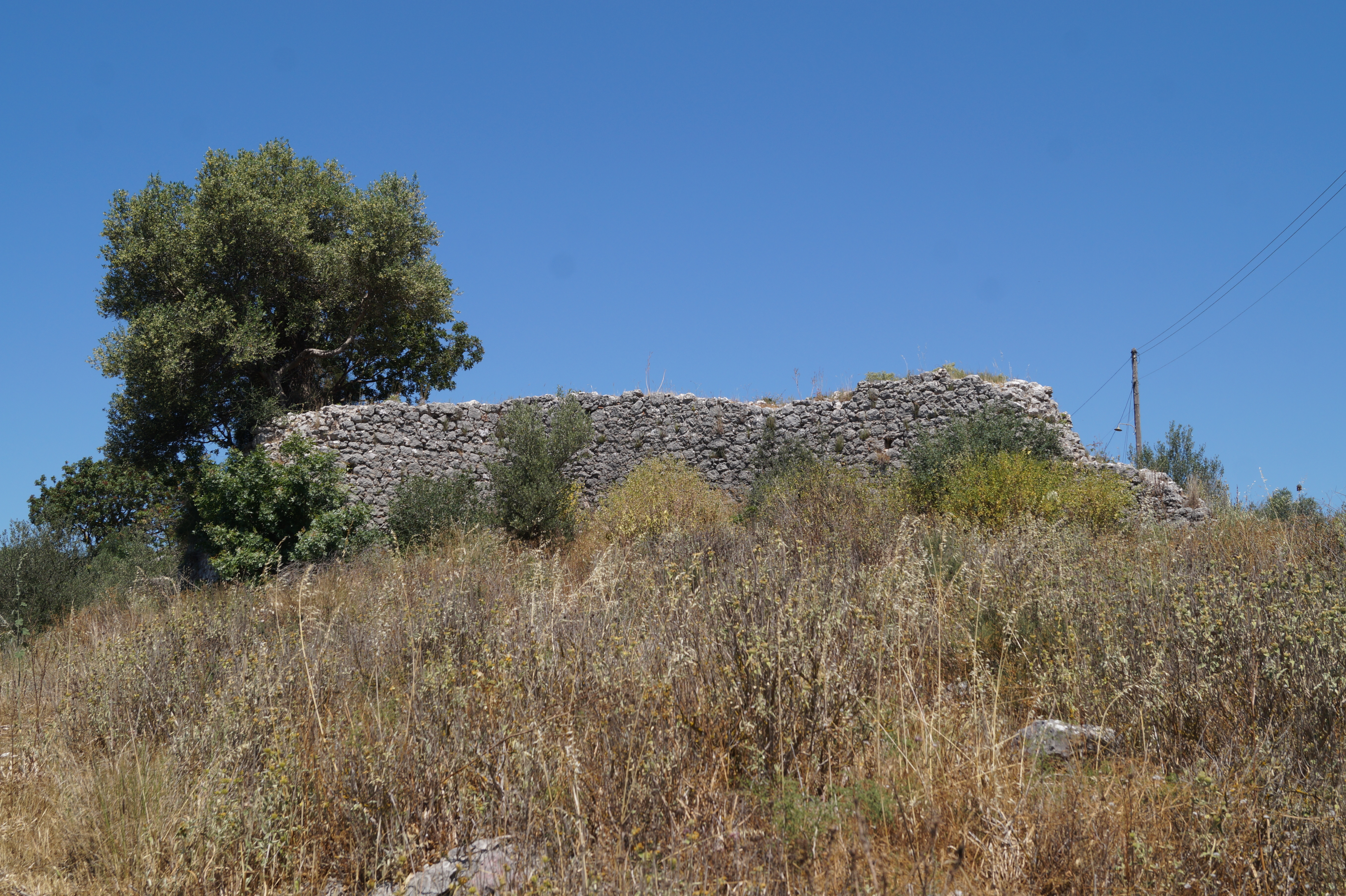
Mittelalterliche Befestigungsmauer auf der Akropolis

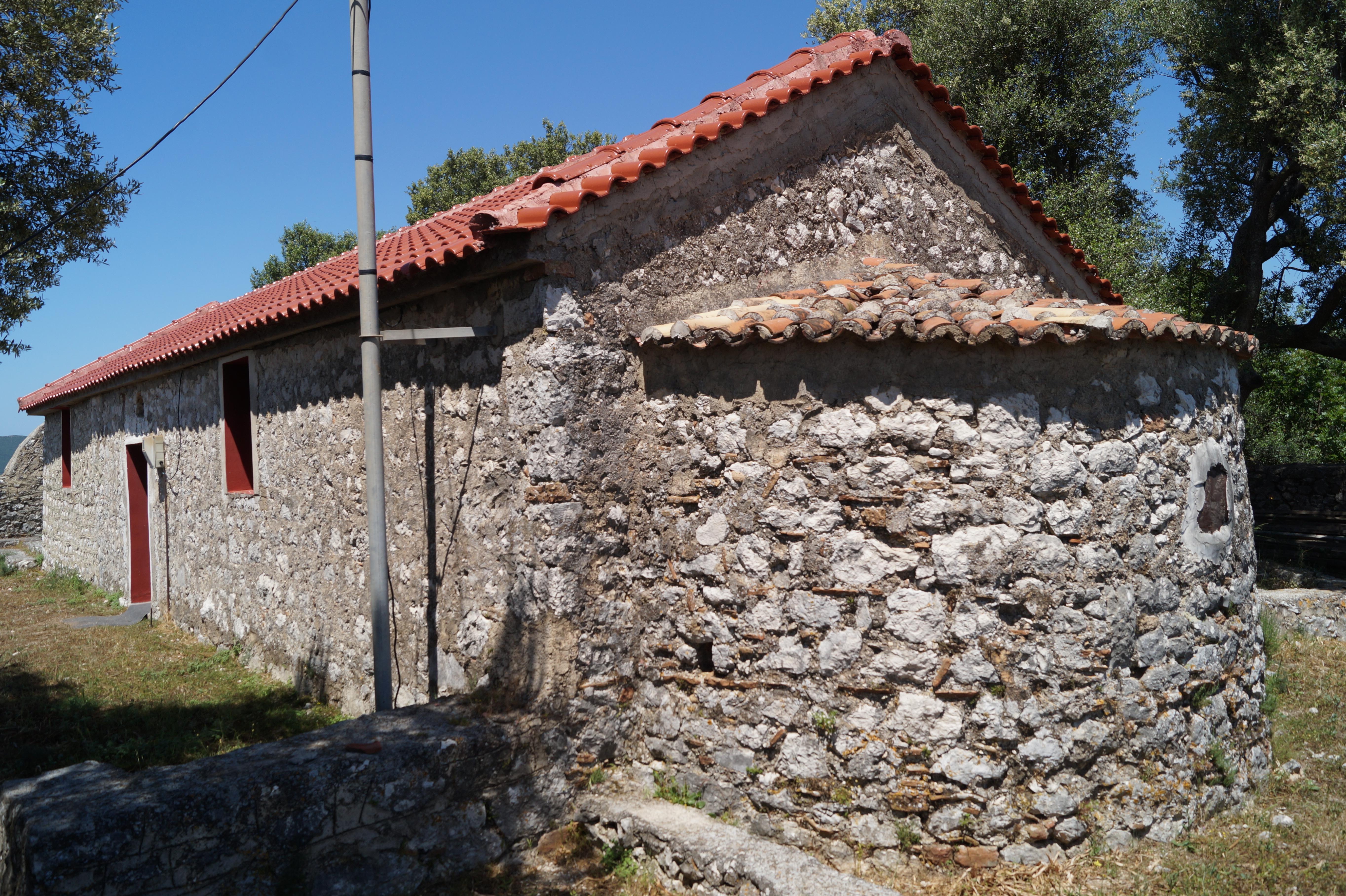
Agios Ioannis Kirche auf der Akropolis

Pandosia (altgriechisch Πανδοσία Pandosía) war eine antike Stadt in Epirus. Sie lag am Acheron. Man geht davon aus, dass es sich bei den Befestigungsmauern auf dem 107 m hohen Hügel bei dem heutigen Ort Kastri um das antike Pandosia handelt. Die Burg wird heute auch Kastri Fanariou (griechisch Καστρί Φαναρίου) genannt.

## Geschichte
Die ältesten Funde lassen vermuten, dass der Burgberg bereits in der Bronzezeit besiedelt war. Im 8. oder 7. Jahrhundert v. Chr. wurde Pandosia zusammen mit den Städten Bouchetion, Elatreia und Batiai von elischen Siedlern gegründet. Pandosia lag auf dem Gebiet des kassopaiischen Epirus. Ende des 5. oder Anfang des 4. Jahrhunderts v. Chr. wurde die erste Befestigung angelegt. Die 1640 m lange Mauer umgab die 13,1 ha große Stadt. Eine weitere Mauer trennte die Ober- von der Unterstadt. Die elische Tetrapolis gründete im 4. Jahrhundert v. Chr. die Epirotische Allianz.
Da der König der Molosser Alexander von Epirus vom Orakel von Dodona die Warnung erhielt, sich von dem Acheron und Pandosia fernzuhalten, weil er sonst hier sterben werde, eroberte Philipp II. von Makedonien 343/2 v. Chr. die Stadt und übergab sie ihm. Alexander starb jedoch 331 v. Chr. trotzdem in einer Schlacht bei der bruttischen Stadt Pandosia, die ebenfalls an einem Fluss namens Acheron lag. Während der molossischen Hegemonie wurden die Stadtmauer an den Süd- und Nordhängen im polygonalen Stil erweitert und Thesproter aus umliegenden Orten angesiedelt. Die Außenmauer maß nun insgesamt 2320 m und Pandosia hatte nun mit 33 ha seine größte Ausdehnung. Seine Einwohnerzahl wird auf 9.000 bis 10.000 geschätzt. Pyrrhos I. soll auf dem Burgberg einen Palast errichtet haben. Als um 230 v. Chr. mit Deidameia die letzte Herrscherin der Aiakiden verstarb, erlangte Pandosia wieder seine Eigenständigkeit und prägte selbst Münzen.
167 v. Chr., ein Jahr nach dem römischen Sieg in der Schlacht von Pydna, verwüsteten die Römer unter Lucius Aemilius Paullus Macedonicus Pandosia und verschleppten die Einwohner. Die Stadt erholte sich jedoch schnell wieder und erhielt die Erlaubnis, einen Epirotischen Bund zu gründen. Der Sitz lag zuerst in Pandosia und stand unter der Aufsicht des elischen Siedlers Menedemos Agiada. Man genehmigte Pandosia sogar, eigene Kupfermünzen zu prägen. Als nach 148 v. Chr. der Sitz nach Dodona verlegt wurde, erhielt Menedemos den Titel eines Priesters. Nachdem Octavian in der Schlacht bei Actium gesiegt hatte, wurden 31 v. Chr. die Einwohner von Pandosia in das neugegründete Nikopolis umgesiedelt. Die Stadt blieb etwa ein Jahrhundert unbewohnt, bis sie wegen ihrer strategischen Bedeutung wieder teilweise restauriert wurde. Schließlich gab es hier einen Hafen und eine Brücke über den Acheron.
Während der Herrschaft des Justinian I. wurde der Burgberg wieder befestigt. Anfang des 15. Jahrhunderts fiel Pandosia an die Republik Venedig. Die Mauern der Burg wurden nun zum letzten Mal ausgebessert. 1961 wurde Pandosia offiziell zur archäologischen Stätte erklärt. 2019 und 2021 führte die Università degli Studi della Basilicata kleinere Grabungen durch, und die Befestigungsmauern wurden vermessen und dokumentiert.

## Beschreibung
Während der Acheron heute den Burgberg im Osten passiert, lag in der Antike sein Bett nordwestlich von Pandosia. Dieser Sachverhalt erklärt auch, warum die Stadt laut Überlieferung im kassopischen Machtbereich, der sich südlich des Flusses erstreckte, lag. Der Acheron war zumindest bis nach Pandosia schiffbar, was durch Metallringe am ehemaligen Ufer, an denen die Schiffe festgemacht werden konnten, belegt wird. Südlich von Pandosia erstreckte sich in der Antike der Acherusische See, in den der Acheron mündete. Etwa 4 km westlich bei dem Nekromanteion setzte der Acheron seinen Weg fort und mündete bei dem heutigen Ammoudia in die Bucht von Glykys. In den 1950er Jahren wurde der Acherusische See, bei dem es sich um ein Verlandungsmoor handelt, trockengelegt.
Der Zugang zum Burgberg erfolgt heute am besten von Süden. Hier liegt auf einem niedrigen Hügel Kastropoulo, ein Ortsteil von Kastri. Kurz hinter der ehemaligen Schule sieht man die ersten Reste der antiken Befestigung aus großen Quadern entlang des Weges. Etwa 40 m nördlich des letzten Hauses passiert man die ehemalige Mauer der Oberstadt. Sie war 3,20 m dick und im polygonalen Stil erbaut. Nach weiteren etwa 130 m erreicht man die Grundmauern von zwei nebeneinander liegenden rechteckigen Gebäuden von etwa 16 × 32 m. Daneben fand man die Grundmauern eines quadratischen Gebäudes von 16,50 × 16,50 m. Südlich der Gebäude befindet sich der besterhaltene Teil der Befestigungsmauern aus dem 4. Jahrhundert v. Chr. im polygonalen Stil. In Abständen von etwa 50 m waren rechteckige Türme von etwa 3,50 × 7 m vor die Mauer gesetzt. Sie waren im pseudoisodomen Mauerwerk errichtet.
Die äußere Stadtmauer mit 22 Türmen verlief am Fuß des Hügels. Sie ist im Osten am besten erhalten, wo es auch zwei Tore gab. Dieser Teil der Mauer ist jedoch schlecht zugänglich. Möglicherweise gab es noch ein weiteres Tor im Nordwesten.
Die ehemalige Akropolis wurde im Mittelalter mit einer Mauer umgeben. Sie wurde im Osten und Norden auf antiken Grundmauern errichtet. Die Mauer ist 415 m lang und umgibt einen Bereich von etwa 1 ha. Auf dem höchsten Punkt steht die Kirche Agios Ioannis, die Johannes dem Täufer geweiht ist und mit Fresken aus den Jahren 1819, 1923 und 1997 geschmückt ist. Östlich der Kirche befinden sich die Grundmauern eines weiteren Gebäudes.